# دهستان فردیس
دهستان فردیس یکی از دهستان‌های شهرستان فردیس در استان البرز ایران است که در بخش مرکزی شهرستان فردیس قرار دارد.مرکز این دهستان شهرک ناز است

## جمعیت
براساس سرشماری مرکز آمار ایران در سال ۱۳۹۵، جمعیت دهستان فردیس ۳۳۳۸ نفر (در ۱۰۱۹ خانوار) بوده‌است.